# Zelaieta
Zelaieta es un barrio del  municipio vizcaíno de Abadiano en la comunidad autónoma del País Vasco en España. Es el centro aministrativo del municipio donde está ubicada la casa consistorial y la iglesia parroquial. En 2022, la entidad singular de población tenía empadronados 1523 habitantes, todos ellos en el núcleo de población llamado Abadiño-Zelaieta.
Zelaieta es el corazón histórico y tradicional del municipio, en él se en cuenta la casa consistorial, la iglesia parroquial y el cementerio municipal. También concentra las construcciones civiles más relevantes, a excepción de la casa torre de Muntsaratz. El entramado urbano de Zelaieta se conforma con edificaciones de dos o tres alturas realizadas en sillarejo y mampostería, muchas veces revocadas en colores claros o dejando la piedra a la vista. Es común el uso de mampostería con remates en vanos y esquinas de sillería de arenisca con cubiertas de teja curva y grandes aleros de madera y carpinterías de madera rematadas con forja. El ordenamiento urbano es irregular con calles y plazas que favorecen el espacio público heterogéneo.
El barrio de Zelaieta limita con Matiena por el norte, con Gaztelua este, Muntzarats por el sur y con Mendiola por el oeste. En él se ubican varias ermitas además de la iglesia parroquial de  San Torcuato Mártir, conocida como iglesia de San Trokaz, de estilo renacentista. Junto a ella el cementerio de neoclásico ejemplo de cementerio porticado de finales del siglo XIX y la casa consistorial que cierra la plaza junto al frontón municipal.
En Zelaieta se celebra cada 3 de febrero la feria de San Blas, una de las más importante feria del sector primario en el País Vasco. Junto a la feria se realizan campeonatos de deporte rural entre los que destacan las pruebas de arrastre de piedra  que se realizan en el probaleku, o brobadero municipal. 
La fiesta patronal, que es de todo el municipio aunque se celebran los actos en Zelaieta, es en honor a San Trokaz (San Torcuato Mártir) el 15 de mayo donde se  suele utilizar la mascota de fiestas Gerbas. También se hace una celebración el 14 de septiembre en honor Aita Kurutzeko (Padre de la cruz), el 14 de septiembre donde, como en otras barrios del municipio se alza el Txopo (tradición proveniente de la festividad de los Mayos) indicando el inicio de las fiestas.

## Monumentos relevantes
Junto a la iglesia parroquial de San Torcuato Mártir o san Trokaz y el contiguo cementerio neoclásico se ubican en el barrio varias ermitas de diferentes y un relevante viacrucis que culmina en un calvario frente a la ermita de Aita Kurutzeko en la plaza denominada Ferialeku (sitio de la feria, en castellano). 
Hay varios edificios civiles relevantes, todos ellos palacios rurales.
- Casa torre de Abadiño o de Barriona, situada en el barrio de Celayeta la orilla de la carretera entre Durango y Elorrio fue construida en 1591 por Iñigo de Abadiano bajo diseño de Pedro Abendaño de 1443. En el siglo XIX sufrió un incendio y fue reconstruida convirtiéndola en viviendas. De planta cuadrangular, dos plantas de altura y tejado a cuatro aguas mantiene una excelente portada en la que se lee la leyenda ad lauden et glorian dei sita fui hic, anno 1591. Esta realizada en sillería de arenisca con carpinterías de madera coronada con una cubierta de teja, rodeada de un jardín. La fachada principal destaca por su simetría, en ella se abre el acceso principal que actúa como eje simetría, a su lado se abren sendas ventanas adinteladas . En el primer piso, a los lados del eje de simetría, se abren dos ventanas, la primera esbelta y la segunda cuadrada. En la fachada norte hay adosada una construcción que lo desvirtúa, sobre ella el muro va enlucido y, en algunos tramos, en mampostería vista. Sea abren tres huecos de ventana y un último hueco que parece estar tapiado.

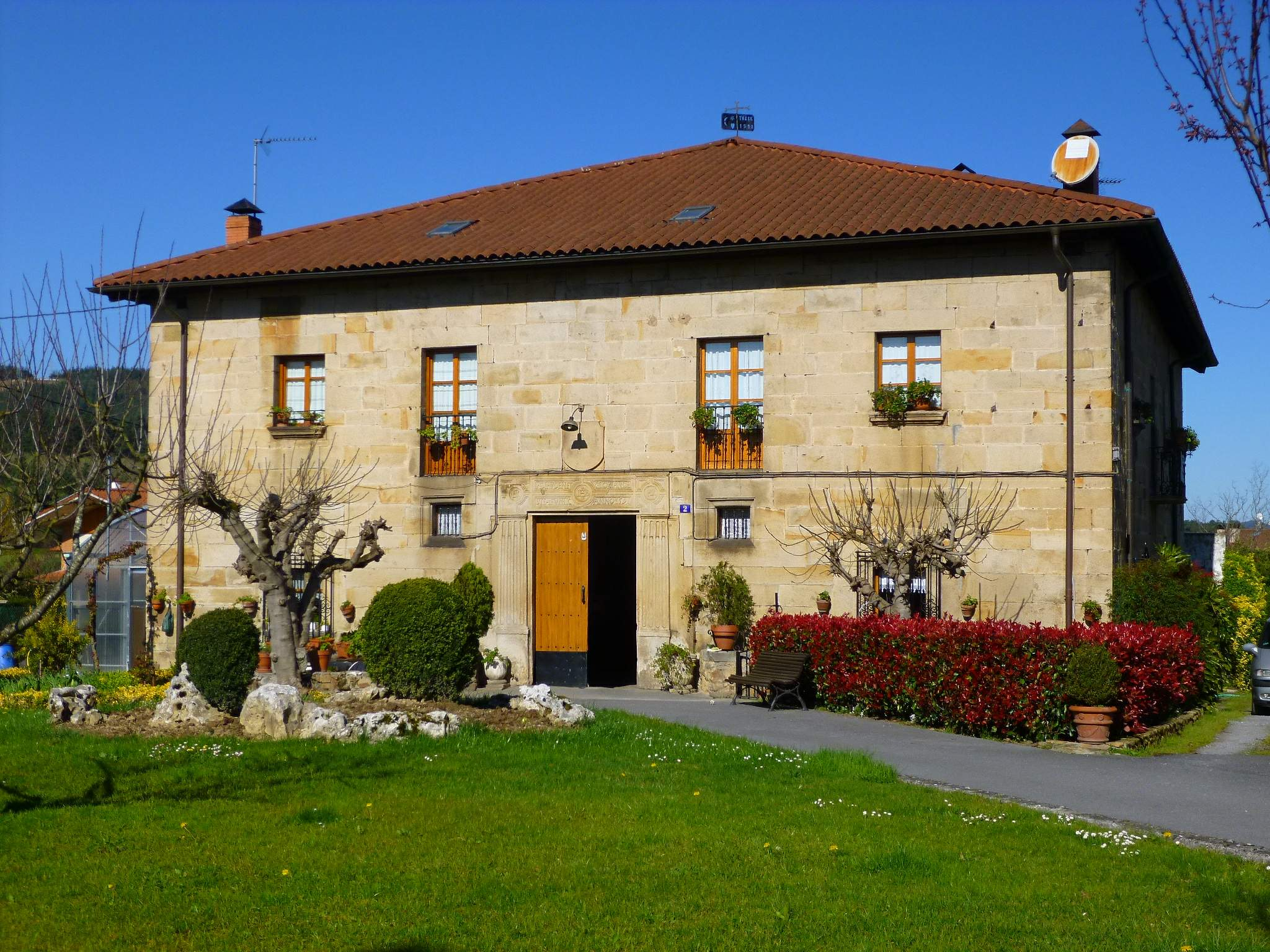
Palacio de Barriona.

- Palacio Urbarrena, construido en el siglo XVIII es un edificio de sillería de planta cuadrada y fachada blasonada con las armas de Uribarrena. En una inscripción en su fachada señala la fecha de construcción; "A 9 de junio que es víspera de Corpus-criti 1691 (la última cifra podría ser un 4)". En el tejado hay una teja que marca la fecha y autores de uno de sus arreglos, en ella pone "Sebastian de Ysasmendi y Joef de Yturve y Juan Benito de Acarraga 22 julio de 1837".

- Palacio Uribarren es un edificio de planta rectangular resuelto en dos alturas y una planta bajo cubierta con tejado a cuatro aguas en el que en su lado sureste sobresalen dos volúmenes con sus cubiertas a dos aguas y que intersecan con la cubierta general. Está construido en sillería de arenisca y mampostería con remates en vanos y esquinas en sillería. La fachada principal, orientada al suroeste, está realizada totalmente en sillería marcando un cuidado en su concepción y construcción. Presenta un planteamiento simétrico y armónico que tiene como eje central la puerta de acceso sobre el que se ubica un balcón de cerramiento de forja y sobre el mismo el escudo de armas ricamente labrado. La planta bajo cubierta, separada de las dos inferiores por una línea de imposta, está servida, en el lado de la fachada principal, por unas pequeñas ventanas ovaladas a cada lado del eje central. Las ventanas de la planta baja se protegen con enrejado de forja, madera original. En el resto de las fachadas, mucho menos cuidadas, se abren vanos de ventanas de diferentes proporciones y tamaños dispuestos de manera caótica. La planta superior de la fachada sureste presenta un revoco con unas líneas de molduras que han perdido la pintura. Todas las carpinterías conservan los cuarterones madera original.

- Palacio Zelatabe o Galíndez construido en 1913 por orden de María Zelaieta y Pablo Galíndez es un palacio urbano con jardín e instalaciones adjuntas. Adquirido por el ayuntamiento, se ha transformado en ludoteca, abierto el jardín al público y la casa del jardinero se ha transformado en gaztetxe.

Es un edificio de planta cuadrangular y dos plantas de altura con una torre de tres plantas en uno de los laterales que le da una gran presencia urbana. Las fachadas están realizadas en enlucido blanco con los huecos enmarcados en sillería y carpintería de colores marrones o rojos y relevante forja que actúa como elemento compositivo de la fachada.
El acceso se realiza por un arco carpanel sobre el que se ubica un balcón con dos puertas. A la derecha de la entrada, se abre una ventana cuadrangular y sobre ella un saliente achaflanado sobre el que se sitúa la torre que, en su primera planta, se sitúa un balcón y bajo de él un acceso en arco de medio punto. La torre se corona con tres arcos ojivales en la tercera planta. La fachada principal, que se abre al jardín, es simétrica sobre el eje de la entrada y está elevada sobre la rasante general del jardín accediendo por una escalera y rampa. Está realizada hasta la primera planta en sillería de arenisca. La primera planta cuenta con un gran arco carpanel en el centro y un gran hueco de ventana a ambos lados de proporciones cuadradas y con una forja al frente, mientras que en la segunda, vuelve el enlucido blanco con remates de sillería en los huecos.
La casa del jardinero, ubicada en el jardín frente al edificio principal, es una edificación de planta rectangular y de dos alturas y bajocubierta con tejado a dos aguas y muros de mampostería se encuentran revocados y enlucidos de blanco con remates de sillería en los vanos, esquinas y una línea de imposta que separa la planta baja de las superiores. En la fachada principal, orientada al este, destaca el acceso formado por un esbelto arco peraltado que irrumpe en la primera planta, invadiendo la ventana que se ubica sobre él, simulando apoyarse en la línea de imposta. En las fachadas norte y sur se abren sendos óculos coronando la composición simétrica del tejado. Hay un acceso directo a  la primera planta mediante un patín situado en la fachada oeste.
- Palacio Ibaigoiti  es un edificio palaciego de planta cuadrangular y tres alturas con cubierta a cuatro aguas con un gran alero, rodeado de jardín. Sus fachadas están realizadas en piedra y en la sur se ha añadido una estructura metálica. Realizadas en color claro, destaca la principal en su parte baja que se oscurece. Presenta detalles de carpintería, remates y adornos en  verde oscuro. Destaca la tercera planta porticada  y las esquinas que se rematan con un almohadillado.

En la arquitectura religiosa destacan:
- Iglesia de San Torcuato Mártir gótica tardía del siglo XV (el campanario es del XVIII). Contiene tres retablos rococós y dos altares barrocos naturistas así como otro neoclásico dentro de la sacristía. Una Virgen, lienzo fechable en el siglo XVII, se atribuye a José Antolínez. Al lado tiene el cementerio neoclásico relevante del arquitecto Rafael de Zabala, obra de 1854.

- Cementerio, construido en 1854 bajo proyecto del elorriotarra Rafael de Zabala y ejecución del durangués José de Astarbe es uno de los cementerios neoclásicos más relevantes de Vizcaya. De planta rectangular, consta de un pórtico a modo de atrio romano que enmarca un patio cuadrado de 10 metros de lado. En el pórtico las sepulturas, todas iguales, y fuera, en el jardín central, hay panteones (originalmente no estaba contemplada esta posibilidad) entre los que destacan el de la familia Celayeta-Galindez con una escultura central donde se observa la figura de Cristo acogiendo en su regazo dos cuerpos inertes en una clara alusión simbólica, y el de la familia Bengoetxea que representa la figura de la Virgen con expresión afligida, que sostiene el cuerpo inerte de Jesús crucificado.

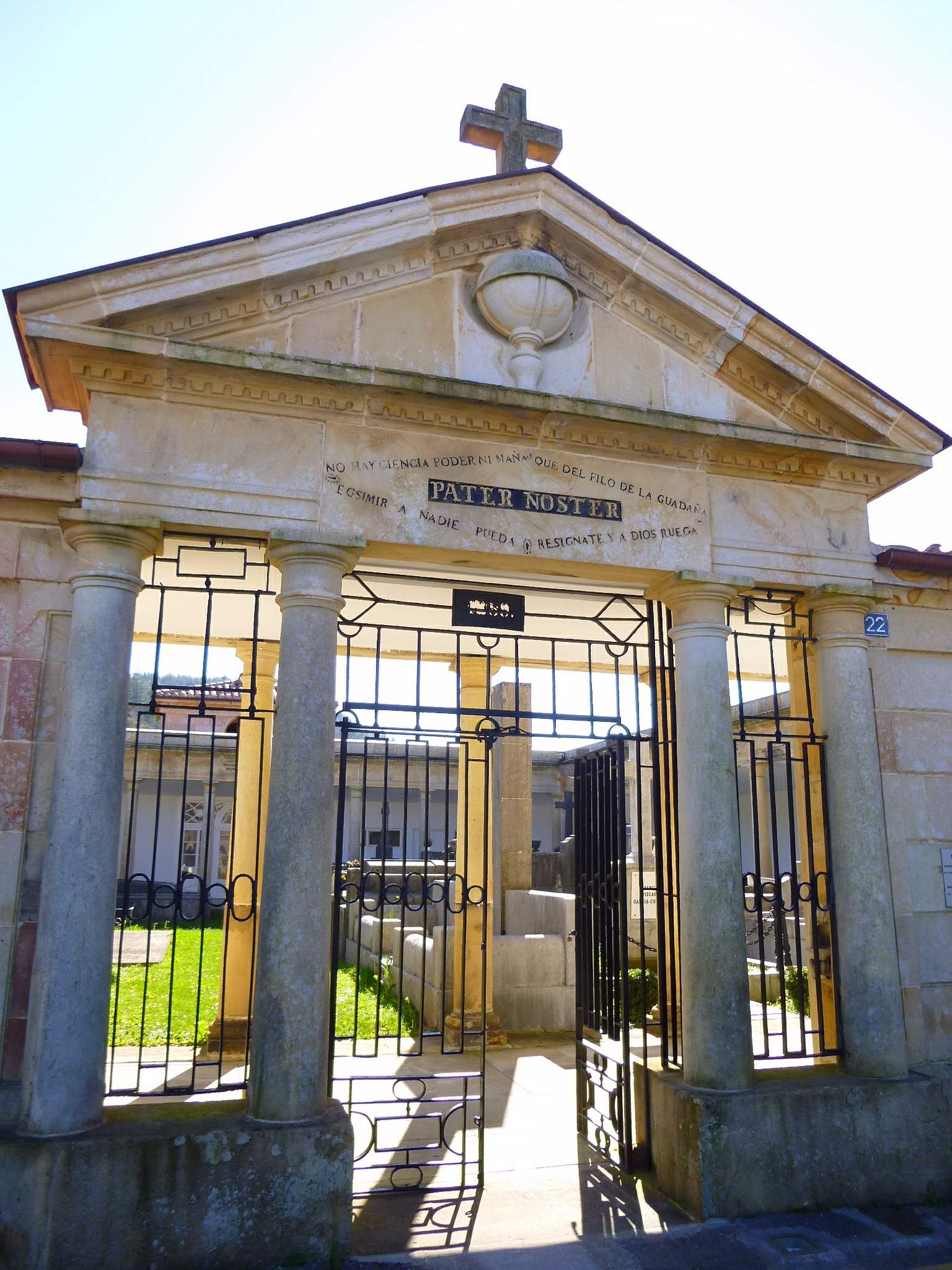
Entrada al cementerio

La cubierta se apoya en columnas toscanas que soportan entablamentos de piedra en los cuales se han escrito leyendas referentes a la muerte. El cerramiento está hecho en sillería y sobre la entrada principal, a la cual se ha dotado de un frontón, se halla una máxima referente a la certeza de la muerte, leyendas que se ubican en otros lados del muro y en los frontones de los lados del jardín central. El conjunto se completa con la capilla funeraria, retranqueada respecto a la galería, y el acceso insertado en el muro. El concepto de igualdad se plasma en la igualdad de las sepulturas y en que no se reserva ningún espacio preferencial para los enterramientos, los panteones del jardín fueron realizados posteriormente. Todo el conjunto respira un aire de estilo neoclásico avanzado pudiendo considerarse, debido a su madurez, ya romántico. Tras la reforma realizada a finales del año 2010 se han eliminado las sepulturas del pórtico, haciendo desaparecer las lápidas y dejando un suelo falso de piedra removible y realizando un techo de escayola que oculta el original de tejavana.
Inscripciones
- Sobre la puerta de acceso: "Pater noster" y rodeándolo "No hay ciencia poder o maña que del filo de la guadaña esgrimir a nadie pueda resígnate y a Dios ruega."
- Lado derecho de la puerta de acceso:  "Por mis hermanos y los tuyos pedí y tú no te acuerdas de mí."
- Lado izquierdo de la puerta de acceso: "Aquí vendréis a parar. Vivos elegid lugar."
- Lado norte: "Toda vanidad aquí se estrella y los gusanos roerán a los amigos de ella."
- Lado oeste: "Afán de llantos es la vida en su carrera fugaz aquí principia la paz."
- Lado sur: "¡Oh eternidad sin medida! Tu duración el justo gozará. Tu tiempo el réprobo padecerá."
- Lado este: "Templo de verdad es el que miras no desoigas la voz con que te advierte que todo es ilusión menos la muerte."